# Cio-Cio-San (film din 1954)
Cio-Cio-San (titlul original: în italiană Madama Butterfly) este un film de operă coproducție italo-niponă, realizat în 1954 de regizorul Carmine Gallone, după opera omonimă a scriitorului Giacomo Puccini, protagoniști fiind actorii Kaoru Yachigusa, Nicola Filacuridi, Michiko Tanaka, Ferdinando Lidonni. 

## Distribuție
- Kaoru Yachigusa – Cio-Cio-san (Madame Butterfly), cântat de Orietta Moscucci[1] (soprană)
- Nicola Filacuridi – Pinkerton, cântat de Giuseppe Campora (tenor)
- Michiko Tanaka – Suzuki, cântat de Anna Maria Canali (mezzo-soprană)
- Ferdinando Lidonni – Sharpless, consulul
- Kiyoshi Takagi – Goro, cântat de Paolo Carloni
- Yoshio Kosugi – Bonze, cântat de Plinio Clabassi
- Tetsu Nakamura – Yamadori, cântat de Adelio Zagonara
- Josephine Corry – Kate Pinkerton
- Maria Marcangeli – cântăreață
- Kôko Fujinami – o gheișă
- Yukiko Ibuki – o gheișă
- Yutaka Megumi – o gheișă
- Hideko Sakurama – o gheișă
- Hideko Shijo – o gheișă
- Miyako Sugata – o gheișă
- Hanayo Sumi – o gheișă
- Chieko Tazuru – o gheișă

## Precizare
În limba japoneză, -san ( さん), este un sufix onorific însemnând domnul / doamna / domnișoara.